# República Socialista dels Treballadors de Finlàndia
La República Socialista dels Treballadors de Finlàndia (en finès: Suomen sosialistinen työväentasavalta; en suec: Finlands socialistiska arbetarrepubliken) va ser un efímer govern socialista finlandès, establert per una revolució just abans de la Guerra Civil finlandesa i durant els ressorts de la Revolució d'Octubre de 1917. No adoptà el seu nom fins al 28 de gener de 1918, per decret del Soviet de Hèlsinki (anomenat també Consell Popular de Hèlsinki).
La revolució va ser iniciada per la facció probolxevic del Partit Socialdemòcrata de Finlàndia. Els consells populars (kansanvaltuuskunta), estaven organitzats per socialistes finlandesos, amb el Soviet de Hèlsinki com a seu de govern. El nou Estat va negociar un tractat d'amistat amb la República Socialista Federativa Soviètica de Rússia (RSFSR), que va ser ultimat l'1 de març i signat a Petrograd. La Guàrdia Roja finlandesa va ser derrotada a finals d'abril de 1918 en la Guerra Civil finlandesa per la Guàrdia Blanca, amb el suport de les forces armades de l'Imperi Alemany.
El programa i l'esborrany de constitució de la República Socialista dels Treballadors de Finlàndia, escrit per Otto Kuusinen, va ser influenciat pels ideals socialdemòcrates, per les idees generalment liberals de la Declaració d'Independència dels Estats Units d'Amèrica i pel sistema cantonal suís. El principal objectiu era la reforma social, i el mitjà declarat per aconseguir-la era la democràcia parlamentària basada en el principi de sobirania del poble i l'autodeterminació nacional. El concepte marxista de dictadura del proletariat estava absent del programa, malgrat l'interès entre alguns socialdemòcrates finlandesos d'establir-ne una. La República Socialista dels Treballadors de Finlàndia va rebre, no obstant això, el suport de la RSFSR, que també estava a favor de governs comunistes moderats a Hongria i Baviera.
Els socialistes finlandesos van començar la guerra gairebé completament amb el control del sud industrial del país, mentre que els seus enemics blancs dominaven les regions més grans del nord però escassament poblades. L'entrada dels finlandesos blancs entrenats pels alemanys i la pròpia Reichswehr a Finlàndia va forçar a la República Socialista dels Treballadors de Finlàndia a dependre en excés de l'ajuda soviètica, militarment i econòmicament, que era escassa, ja que la RSFSR estava ocupada amb la Guerra Civil russa. Els rojos van ser derrotats i desenes de milers de socialdemòcrates van caure víctimes del Terror Blanc, la resta van passar a la clandestinitat o van fugir del país. En els mesos següents, el partit es va escindir amb una facció dels refugiats formant el Partit Comunista de Finlàndia a l'exili de Moscou.